# インダストリー・ベイビー
「インダストリー・ベイビー」 (Industry Baby)は、リル・ナズ・Xの楽曲。

## 解説
1枚目のスタジオ・アルバム『モンテロ』からの先行シングルとしてリリースされた。ジャック・ハーロウがフィーチャリング・アーティストとして参加しており、後述のミュージック・ビデオにも出演。
カニエ・ウエストがプロデューサーとして参加。
刑務所を舞台としたミュージック・ビデオにはオープンリーゲイの俳優、コルトン・ヘインズも看守役で出演。ビデオでは全裸姿を披露した。

## チャート記録
Billboard Hot 100では6週間2位を記録し続けた後、1位を記録、自身3作目の同チャートでの首位獲得となった。